# Haddy Dandeh Jabbie
Haddy Dandeh Jabbie (auch: Haddy Dandeh-Njie) ist eine gambische Juristin und Frauenrechtsaktivistin.

## Leben
Dandeh Jabbie studierte einen Bachelor of Laws an der Bournemouth University und erwarb 1998 an der University of Westminster einen Master of Laws. 2001 erhielt sie ihre Zulassung als Anwältin in Gambia.
Von November 2001 bis Dezember 2010 war sie als Anwältin in der Kanzlei Amie Bensoudas tätig. Außerdem war sie Dozentin für Rechtswissenschaften am Gambia Technical Training Institute. Ab mindestens 2010 arbeitete sie in der Rechtsabteilung des gambischen Mobilfunkanbieters Comium in der Rechts- und Personalabteilung.
Dandeh Jabbie begann sich für Frauen- und Kinderrechte einzusetzen und übernahm Funktionen in verschiedenen gambischen Nichtregierungsorganisationen. Ab Oktober 2011 war sie Vizepräsidentin der Frauenrechtsorganisation Female Lawyers Association Gambia (FLAG), der sie seit der Gründung angehörte. Am 12. Februar 2016 wurde sie als Nachfolgerin von Neneh Cham zur Präsidentin der Organisation gewählt und hatte diese Position bis Ende 2021 inne.
Um 2015 war sie im Vorstand der Organisation Think Young Women (TYW). Seit Juni 2017 ist sie Vorstandsmitglied in der gambischen Sektion der Nichtregierungsorganisation ActionAid.
2018 absolvierte sie die Haddsch.
Im Januar 2019 wurde sie zur stellvertretenden Hauptanwältin (Deputy Lead Counsel) der Truth, Reconciliation and Reparations Commission (TRRC) zur Aufarbeitung von Verbrechen und Menschenrechtsverletzungen in der Regierungszeit des gambischen Präsidenten Yahya Jammeh ernannt.
Dandeh Jabbie ist verheiratet und hat drei Kinder.